# Ajedrez de Tamerlán

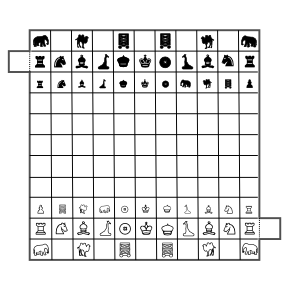
Posición inicial del juego.

El ajedrez de Tamerlán es un juego de mesa relacionado con el ajedrez y que proviene del shatranj. Se desarrolló en el Imperio Persa durante el reinado de Tamerlán (1336-1405), y su invención es atribuida a él. Como el ajedrez de Tamerlán es una variante más grande que el shatranj, también se le llama Shatranj Kamil (ajedrez perfecto) o Shatranj Al-Kabir (ajedrez grande).

## El tablero
Un tablero de ajedrez de Tamerlán se compone de 110 escaques dispuestos en una cuadrícula de 10x11. Escaques adicionales sobresalen en la izquierda de la novena y la derecha de la segunda fila. Estos cuadros adicionales son llamados ciudadelas.  Cuando el rey oponente ocupa la ciudadela, el juego se declara en tablas. Ninguna pieza que no sea un rey puede ocupar una ciudadela.[cita requerida]
Hay varias posiciones iniciales. Una común es la siguiente: 
- Del lado de las blancas, en la fila de abajo, desde la izquierda: elefante, espacio, camello, espacio, máquina de guerra, espacio, máquina de guerra, espacio, camello, espacio, elefante.
- La segunda fila desde la izquierda: torre, caballo, espía, jirafa, general, rey, visir, jirafa, espía, caballo, torre. La tercera fila desde la izquierda: peón de peones, peón de máquinas de guerra, peón de camellos, peón de elefantes, peón de generales, peón de reyes, peón de visires, peón de jirafas, peón de espías, peón de caballos, peón de torres.

El lado del negro es un espejo del blanco.

## Piezas
El juego está compuesto de las siguientes piezas:
- Rey - Mueve como un rey tradicional
- General - Mueve un escaque diagonalmente
- Visir - Mueve un escaque horizontalmente o verticalmente
- Jirafa - Mueve un escaque diagonalmente y luego un mínimo de tres escaques horizontalmente o verticalmente
- Espía - Mueve como un alfil en el ajedrez tradicional, pero debe mover un mínimo de 2 escaques
- Caballo - Mueve como un caballo en el ajedrez tradicional
- Torre - Mueve como una torre en el ajedrez tradicional
- Elefante - Mueve dos escaques en diagonal siempre que no haya una pieza en el medio
- Camello - Mueve dos en diagonal y dos en línea recta siempre que no haya una pieza interpuesta
- Máquina de guerra - Mueve dos en horizontal o vertical, cuando no hay piezas que obstruyan
- Peones - Mueven como los peones comunes, pero sin el doble movimiento inicial o la captura al paso. Cada pieza (incluyendo el peón) tiene un peón correspondiente. Por lo tanto; hay un Peón de Reyes, Peón de Visires, Peón de Jirafas, etc.

## Reglas de promoción
Al llegar a la última fila del tablero, un peón es promovido a su correspondiente pieza (p. e.j., el peón de jirafas se convierte en una de las jirafas). Excepciones a esto son los peones de reyes y el peón de peones.[cita requerida] Un peón de reyes se convierte en un príncipe. Se mueve como un rey. 
Cuando el peón de peones alcanza la última fila, se queda allí y no se puede capturar. Tan pronto como se presenta una situación donde el oponente no puede escapar a la pérdida de una pieza por un peón, o en la que un peón puede atacar dos piezas al mismo tiempo (un tenedor), el jugador debe mover su peón a esa ubicación. El peón se mueve a esta posición incluso si el escaque está ocupado, ya sea por una pieza aliada o por una pieza enemiga. La pieza que ocupa la casilla se retira del tablero. En el siguiente movimiento del peón, puede capturar cualquier pieza que esté atacando. Luego continúa avanzando en el tablero como un peón. En la segunda promoción de este peón, se mueve al punto de partida del peón de reyes. En la tercera promoción se convierte en un rey adventicio, que tiene los movimientos del rey. El rey adventicio tiene el honor especial de ser la única pieza del tablero que puede entrar en su propia ciudadela. Al hacerlo, se vuelve inmune, impidiendo así que el oponente entre en la ciudadela y declarando tablas. Si un rey adventicio existe en el tablero simultáneamente con un príncipe y/o un rey, deben ser capturados como una pieza normal hasta que solo quede uno, al que luego se le debe dar jaque mate o ahogar para ganar.

## Otras reglas
Una vez durante la partida, un jugador puede cambiar un rey en jaque por otra pieza que no sea real. Un jugador puede mover en jaque si tiene varios reyes. No hay enroque ni movimientos al paso en el ajedrez de Tamerlán. Dejar al rey del oponente solitario no se considera una victoria en el ajedrez de Tamerlán, ya que aún tiene la oportunidad de entrar en la ciudadela del oponente. No hay repetición triple ni tablas de 50 movimientos en el ajedrez de Tamerlán.[cita requerida]